# Ноатак (Аляска)
Ноа́так (англ. Noatak, эским. Nuataaq)— статистически обособленная местность в боро Нортуэст-Арктик штата Аляска (США).

## География
По данным Бюро переписи населения США площадь населённого пункта составляет 31,7 км², из них суша составляет 29,9 км², а водные поверхности — 1,8 км². Расположен на западном берегу реки Ноатак, в 81 км к северу от города Коцебу и в 102 км к северу от Северного полярного круга.

## Население
По данным переписи 2000 года население статистически обособленной местности составляло 428 человек. Расовый состав: коренные американцы — 93,69 %; белые — 3,74 %; черные — 0,23 %; представители двух и более рас — 2,34 %. Доля лиц в возрасте младше 18 лет — 42,5 %; лиц старше 65 лет — 5,4 %. Средний возраст населения — 23 года. На каждые 100 женщин приходится 104,8 мужчин; на каждые 100 женщин в возрасте старше 18 лет — 108,5 мужчин.
Из 100 домашних хозяйств в 69,0 % — воспитывали детей в возрасте до 18 лет, 56,0 % представляли собой совместно проживающие супружеские пары, 22,0 % — женщины без мужей, 10,0 % не имели семьи. 9,0 % от общего числа хозяйств на момент переписи жили самостоятельно, при этом 0 % составили одинокие пожилые люди в возрасте 65 лет и старше. В среднем домашнее хозяйство ведут 4,28 человек, а средний размер семьи — 4,51 человек.
Средний доход на совместное хозяйство — $30 833; средний доход на семью — $31 667.

## Транспорт
В статистически обособленной местности расположен аэропорт Ноатак. Ноатак не связан дорогами с другими населёнными пунктами.